# Impatiens bracteolata
Impatiens bracteolata är en balsaminväxtart som beskrevs av Joseph Dalton Hooker. Impatiens bracteolata ingår i släktet balsaminer, och familjen balsaminväxter. Inga underarter finns listade i Catalogue of Life.